# Walton on the Wolds
Walton on the Wolds è un villaggio e parrocchia civile dell'Inghilterra, appartenente alla contea del Leicestershire.